# 马菲2
馬菲2是位於仙后座，距離大約1,000萬光年的一個中間螺旋星系。馬菲2和馬菲1都是保羅·馬菲在1967年從它們的紅外線發射線中發現的星系。馬菲2位於隱匿帶，99.5%都被前景的銀河系塵埃雲遮蔽掉，因而在可見光的波段上幾乎檢測不到。在它被發現之際，曾被建議是本星系群的成員，但現在認為它是另一個鄰近本星系群的星系群，IC 342/馬菲群，的成員。

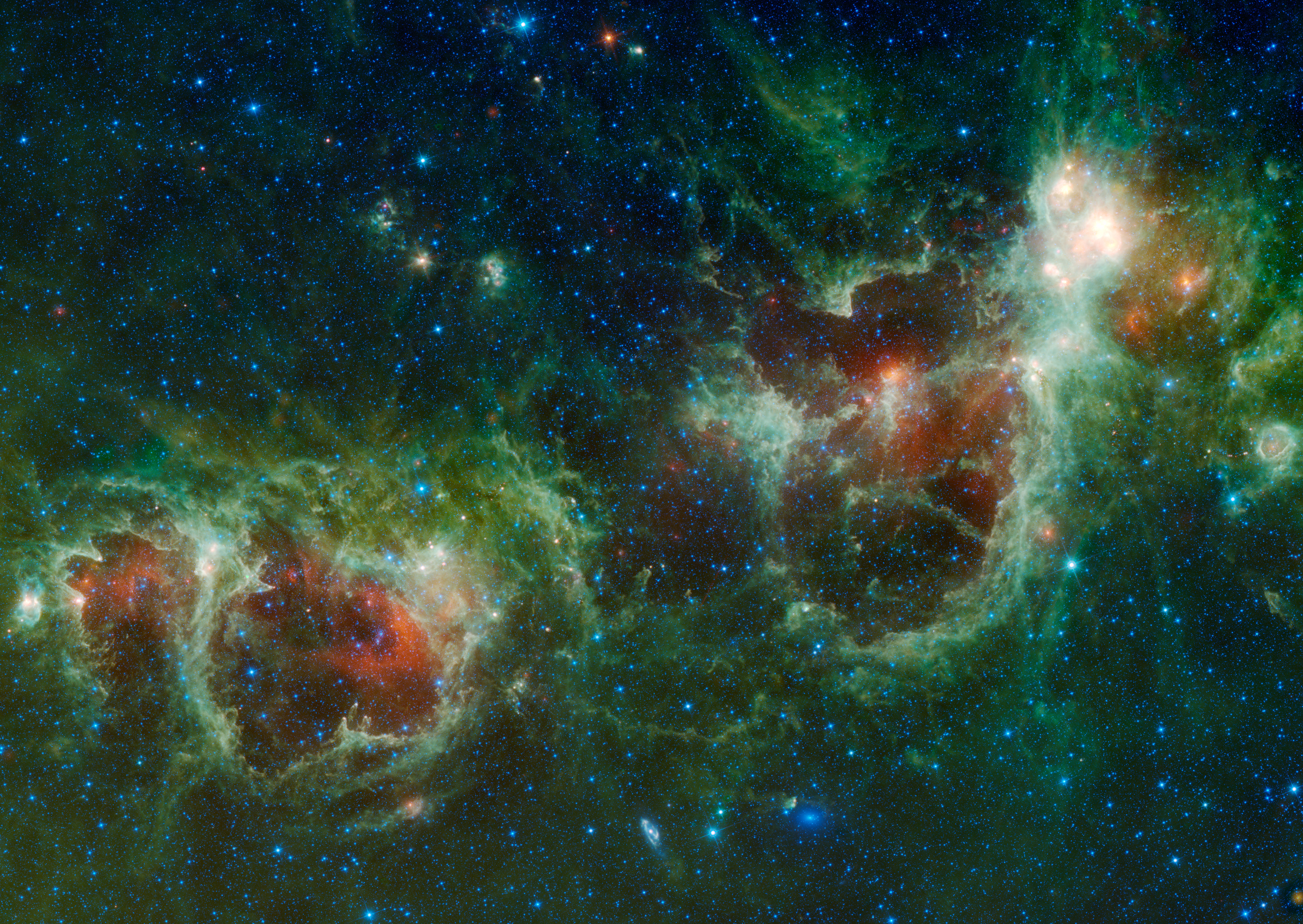
馬菲2是靠近這張圖片底部的螺旋星系。

## 外部連結
- SIMBAD: UGCA 39 -- Galaxy
- SEDS: Spiral Galaxy Maffei 2
- Maffei2 （页面存档备份，存于）
- Galaxies Beyond the Heart: Maffei 1 and 2 （页面存档备份，存于） = Astronomy Picture of the Day 2010 March 9
- WikiSky上关于马菲2的内容：DSS2, SDSS, GALEX, IRAS, 氢α, X射线, 天文照片, 天图, 文章和图片